# Рингтон
Рингтон е звук, издаван от телефон за известяване за входящо обаждане.
Понятието днес се използва най-често за означаване на настройваемите звуци, налични в мобилните телефони. Първочално тази възможност е въведена, за да може даден потребител да разбере, че звъни точно неговият телефон, когато е сред други потребители на такива устройства.